# Pseudanophthalmus chthonius
Pseudanophthalmus chthonius är en skalbaggsart som beskrevs av Krekeler. Pseudanophthalmus chthonius ingår i släktet Pseudanophthalmus och familjen jordlöpare. Inga underarter finns listade i Catalogue of Life.